# 金鐘獎電臺品牌行銷創新獎
廣播金鐘獎電臺品牌行銷創新獎是由文化部影視及流行音樂產業局在臺灣舉辦的現行頒發獎項。

## 歷屆得獎暨入圍名單
|  | 獲獎者 |

### 電臺行銷創新獎（第41屆～至今）
| 年度 （屆數）   | 廣播作品 |
| --------------- | --- |
| 2006 （第41屆） | 《寶島新聲、台灣大車隊異業結盟》／寶島新聲廣播電台股份有限公司                                                                               |
| 2006 （第41屆） | 《發現莫扎特》／好家庭廣播股份有限公司 |
| 2007 （第42屆） | 《一聲千金》／城市廣播股份有限公司 |
| 2007 （第42屆） | 《KISS 美少女啦啦隊比賽》／大眾廣播股份有限公司                                                                                              |
| 2007 （第42屆） | 《服務銀髮族，展現新活力》／正聲廣播股份有限公司                                                                                             |
| 2008 （第43屆） | 《2008桃園燈會－桃園好神 - 幸福慶元宵系列活動之福德正神－土地公文化嘉年華》／亞洲廣播股份有限公司                                            |
| 2008 （第43屆） | 《2007高雄街舞祭》／大眾廣播股份有限公司 |
| 2008 （第43屆） | 《「歡喜擁抱入伍生涯」活動》／漢聲廣播電臺臺北總臺                                                                                           |
| 2009 （第44屆） | 《「喔！海洋原住民專屬頻道」》／臺北廣播電臺                                                                                                 |
| 2009 （第44屆） | 《2008「騎」海飄揚國慶嘉年華》／大眾廣播股份有限公司                                                                                         |
| 2009 （第44屆） | 《市政隨身聽，943就是讚！》／高雄廣播電臺 |
| 2009 （第44屆） | 《「孩子走進來，廣播走出去─引爆廣播新魅力」系列活動》／正聲廣播股份有限公司                                                                  |
| 2009 （第44屆） | 《傳愛沒距離～2009圖書，廣播，愛相隨》／國立教育廣播電臺臺東分臺                                                                             |
| 2010 （第45屆） | 《素人整點報時》／台北流行廣播股份有限公司（POP Radio）                                                                                      |
| 2010 （第45屆） | 《母親節活動－蒐集「關於媽媽的聲音」活動》／內政部警政署警察廣播電臺                                                                         |
| 2010 （第45屆） | 《看見港都983－跨界整合行銷專案》／港都廣播電台股份有限公司                                                                                  |
| 2010 （第45屆） | 《愛地球．海廢總動員》／漢聲廣播電臺臺南分臺                                                                                                 |
| 2010 （第45屆） | 《讓世界擁抱玉山－中央電台國際廣播行銷創新案》／財團法人中央廣播電臺                                                                         |
| 2011 （第46屆） | 《就是I ASIA—亞洲影音帶著走》／亞洲廣播股份有限公司                                                                                          |
| 2011 （第46屆） | 《GOLD FM「燈不亮月亮—中秋節關燈節能活動」》／城市廣播股份有限公司                                                                           |
| 2011 （第46屆） | 《台北花博在警廣》／內政部警政署警察廣播電臺臺北臺                                                                                           |
| 2011 （第46屆） | 《全國小記者大召集—總統 我要報報》／復興廣播電臺                                                                                             |
| 2011 （第46屆） | 《「建國一百 閱讀一百」國小班級閱讀推廣活動》／國立教育廣播電臺                                                                              |
| 2012 （第47屆） | 《「來自全球@祝福 讓世界看見臺灣」國際行銷案 》／財團法人中央廣播電臺                                                                        |
| 2012 （第47屆） | 《24小時「無所不在」的跨媒體服務》／財團法人佳音廣播電台                                                                                     |
| 2012 （第47屆） | 《天使DJ圓夢計畫—全國各類身心障礙者擔任廣播節目主持人大召集》／復興廣播電臺                                                                  |
| 2012 （第47屆） | 《草悟道聖誕趣味路跑暨17周年台慶活動》／全國廣播股份有限公司                                                                                 |
| 2012 （第47屆） | 《節能復興運動 社區+媒體+企業+廠商+學校+聽眾創新整合行銷》／竹科廣播股份有限公司                                                             |
| 2013 （第48屆） | 《「泰想見到您」泰籍優秀勞工子女來臺省親活動》／財團法人中央廣播電臺                                                                         |
| 2013 （第48屆） | 《天使DJ圓夢計畫〜「聽見世界NPO」Fly Studio國際視訊廣播節》／復興廣播電臺                                                                    |
| 2013 （第48屆） | 《財團法人佳音廣播電台24小時「無所不在」的跨媒體服務》／財團法人佳音廣播電台                                                                 |
| 2013 （第48屆） | 《發現校園SHOW廣播》／國立教育廣播電臺臺東分臺                                                                                               |
| 2013 （第48屆） | 《新聲卡位讚》／台北流行音樂廣播股份有限公司                                                                                                 |
| 2014 （第49屆） | 《央廣85˙RTI無所不在》／財團法人中央廣播電臺                                                                                                 |
| 2014 （第49屆） | 《天使DJ圓夢計畫~「公益無國界，讓愛傳千里」》／復興廣播電臺                                                                                  |
| 2014 （第49屆） | 《用心聆聽–城市生活美學運動》／竹科廣播股份有限公司                                                                                          |
| 2014 （第49屆） | 《我是DJ 音樂我來FUN–917泡泡屋》／台北流行音樂廣播股份有限公司                                                                               |
| 2014 （第49屆） | 《動員港都的愛年度行銷案》／港都廣播電台股份有限公司                                                                                         |
| 2015 （第50屆） | 《百轉千迴––典藏黑膠特展》／正聲廣播股份有限公司臺北調頻廣播電臺                                                                             |
| 2015 （第50屆） | 《917 POP Radio APP––台呼獨家瘋下載》／台北流行廣播股份有限公司                                                                              |
| 2015 （第50屆） | 《毛起來愛–流浪動物認養活動》／台北之音廣播股份有限公司                                                                                      |
| 2015 （第50屆） | 《聽見佳音，聽見愛–分秒守護城市心靈》／財團法人佳音廣播電台                                                                                  |
| 2016 （第51屆） | 《POP大國民學測》／台北流行廣播股份有限公司                                                                                                  |
| 2016 （第51屆） | 《2015 Hit Fm年度百首單曲票選-我的年度一歌》／台北之音廣播股份有限公司                                                                       |
| 2016 （第51屆） | 《Touch IC. Yes, I See！》／竹科廣播股份有限公司                                                                                             |
| 2016 （第51屆） | 《九八新聞台「娃娃聽見全世界」系列台呼--童聲齊唱抒情版；童心協力版；童享歡樂版；童言童語版；一口童聲版；童聲齊唱笛子版。》／台灣全民廣播電台 |
| 2016 （第51屆） | 《教育花園分享會》／好家庭廣播股份有限公司                                                                                                   |
| 2017 （第52屆） | 《POP Radio我素DJ系列活動》／台北流行廣播股份有限公司                                                                                        |
| 2017 （第52屆） | 《佳音 新媒體 按個讚！！～爆感動『爸爸啵棒！』快閃》／財團法人佳音廣播電台                                                                   |
| 2017 （第52屆） | 《影爆社群，大聲說讚》／正聲廣播股份有限公司                                                                                                 |
| 2018 （第53屆） | 《改變從聆聽開始 Be curious!》／竹科廣播股份有限公司                                                                                         |
| 2018 （第53屆） | 《POP Office探班募集系列活動》／台北流行廣播股份有限公司                                                                                     |
| 2018 （第53屆） | 《古典音樂台20週年台慶-偏鄉孩子的第一場音樂會》／好家庭廣播股份有限公司                                                                      |
| 2018 （第53屆） | 《好齡感生活節》／正聲廣播股份有限公司 |
| 2019 （第54屆） | 《【元宵在一起‧台北101就在917】》／台北流行廣播股份有限公司                                                                                  |
| 2019 （第54屆） | 《98知識+》／台灣全民廣播電台股份有限公司 |
| 2019 （第54屆） | 《及時説「愛」～祖孫傳個情》／財團法人佳音廣播電台                                                                                           |
| 2020 （第55屆） | 《【疫情平安 一起平安】廣播與數位專題影音展》／好家庭廣播股份有限公司                                                                        |
| 2020 （第55屆） | 《【永遠的流行樂之王 Michael Jackson 逝世十週年 紀念特輯】》／財團法人台北勞工教育電台基金會                                                 |
| 2020 （第55屆） | 《超級大喇叭：寶島逗相挺》／大千廣播電台股份有限公司                                                                                         |
| 2021 （第56屆） | 《〈張開耳朵聽故事Bravo故事亭〉廣播社群聲影體驗展》／財團法人台北勞工教育電台基金會                                                          |
| 2021 （第56屆） | 《ICRT The Next Cover Artist西洋歌唱大賽》／財團法人台北國際社區文化基金會                                                                   |
| 2021 （第56屆） | 《獲得、付出、正循環—深耕下一代》／竹科廣播股份有限公司                                                                                      |
| 2022 （第57屆） | 《用聲音為時代下註解》／正聲廣播股份有限公司                                                                                                 |
| 2022 （第57屆） | 《〈教育不一樣〉節目跨社群整合 廣播行銷跟你想的不一樣》／財團法人台北勞工教育電台基金會                                                      |
| 2022 （第57屆） | 《疫情專案-同島一命、寶島同心》／大千廣播電台股份有限公司                                                                                    |
| 2023 （第58屆） | 《〈Bravo聽見時代的聲音〉數位浪潮下的廣播行銷之道》／財團法人台北勞工教育電台基金會                                                          |
| 2023 （第58屆） | 《【POP大新北‧永續進行式】系列活動》／台北流行廣播股份有限公司                                                                               |
| 2023 （第58屆） | 《聽見生命裡的每個瞬間》／財團法人佳音廣播電台                                                                                               |
| 2024 （第59屆） | 《HIT POP ON THE ROAD》／台北流行廣播股份有限公司                                                                                            |
| 2024 （第59屆） | 《〈教育我就問〉社群經營讓你懂教育》／好家庭廣播股份有限公司                                                                                 |
| 2024 （第59屆） | 《生活慢慢學》／竹科廣播股份有限公司 |
| 2025 （第60屆） | |
|                 | |
|                 | |

## 外部連結
- 廣播電視金鐘獎官方網站 （页面存档备份，存于）
- 歷屆廣播金鐘獎得獎入圍名單 （页面存档备份，存于），文化部影視及流行音樂產業局